# Josip Jurčič
Josip Jurčič (n. 4 martie 1844 - d. 3 mai 1881) a fost un scriitor sloven.
A scris o proză realistă de argument istoric în maniera lui Walter Scott.

## Scrieri
- 1864: Jurij Kozjak, ienicerul sloven ("Jurij Kozjak, slovenski janičar")
- 1865: Bandiții ("Tihotapec")
- 1865: Domen
- 1866: Fiica judecătorului de plasă ("Hčer mestnega sodnika")
- 1866: Al zecelea frate ("Deseti brat")
- 1868: Fiul vecinului ("Sosedov sin")
- 1876: Doktor Zober
- 1876: Tugomer
- 1876: Între două scaune ("Med dvema stoloma")
- 1877: Floare în grădină ("Cvet in sad")
- 1877: Frumoasa Vida ("Lepa Vida")
- 1881: Veronika Deseniška.

A editat revista Slovenski narod.
1. ↑  CONOR.SI[*] Verificați valoarea |titlelink= (ajutor)